# پراگ ۱۷
پراگ ۱۷ (به لاتین: Prague 17) یک منطقهٔ مسکونی در جمهوری چک است که در پراگ ۶ واقع شده‌است. پراگ ۱۷ ۳٫۲۶ کیلومتر مربع مساحت و ۲۵٬۳۶۵ نفر جمعیت دارد.